# Ancylistes
Ancylistes — рід грибів родини Ancylistaceae. Назва вперше опублікована 1872 року.

## Класифікація
До роду Ancylistes відносять 5 видів:
- Ancylistes berdanii
- Ancylistes closterii
- Ancylistes miurae
- Ancylistes netrii
- Ancylistes pfeifferi